# Yancheng
Yancheng (chiń. 盐城; pinyin Yánchéng) – miasto o statusie prefektury miejskiej we wschodnich Chinach, w prowincji Jiangsu, w pobliżu Morza Żółtego, port nad rzeką Chuanchang He i Kanałem Tongyu. W 2010 roku liczba mieszkańców miasta wynosiła 631 085. Prefektura miejska w 1999 roku liczyła 5 153 603 mieszkańców. Ośrodek przemysłu włókienniczego, odzieżowego, spożywczego, chemicznego, samochodowego, maszynowego, elektrotechnicznego i elektronicznego; ponadto w Yancheng wytwarzane są tradycyjne wyroby z soli. Miasto posiada własny port lotniczy.
Miasto zostało założone w 119 r. p.n.e. Nazwa Yancheng, oznaczająca dosłownie "Miasto soli", pochodzi od znajdujących się w pobliżu miasta bogatych złóż solnych.